# Burn Your Fire for No Witness
Burn Your Fire for No Witness è il secondo album in studio della cantautrice statunitense Angel Olsen, pubblicato il 17 febbraio 2014. Distribuito da Jagjaguwar, l'album è prodotto da John Congleton e registrato negli studi Echo Mountain Recording di Asheville, Nord Carolina. Forgiven/Forgotten, Hi-Five e Windows sono pubblicati come singoli. Il 18 novembre successivo è pubblicata una deluxe edition contenente altri cinque brani.
Metacritic gli assegna un voto di 84/100 basato su 36 recensioni. Per The A.V. Club è il miglior album del 2014.
| Recensione      | Giudizio |
| --------------- | -------- |
| AllMusic        | [ 3 ]    |
| The A.V. Club   | B+       |
| Chicago Tribune | [ 5 ]    |
| The Guardian    | [ 6 ]    |
| Mojo            | [ 7 ]    |
| NME             | 9/10     |
| Pitchfork       | 8.3/10   |
| Q               | [ 10 ]   |
| Rolling Stone   | [ 11 ]   |
| Spin            | 7/10     |

## Tracce
1. Unfucktheworld – 2:05
2. Forgiven/Forgotten – 2:03
3. Hi-Five – 2:57
4. White Fire – 6:55
5. High & Wild – 3:53
6. Lights Out – 4:27
7. Stars – 4:38
8. Iota – 3:27
9. Dance Slow Decades – 4:05
10. Enemy – 5:43
11. Windows – 4:07

Durata totale: 44:20
Deluxe edition
1. White Water – 5:40
2. All Right Now – 2:59
3. Only with You – 2:35
4. May as Well – 2:39
5. Endless Road – 2:04 (Hoyt Axton)

## Classifiche

### Classifiche settimanali
| Classifica (2014)     | Posizione massima |
| --------------------- | ----------------- |
| Belgio (Fiandre)      | 81                |
| Belgio (Vallonia)     | 55                |
| Francia               | 146               |
| Regno Unito           | 64                |
| Stati Uniti           | 71                |
| US Alternative Albums | 12                |
| US Independent Albums | 16                |
| US Tastemaker Albums  | 6                 |
| US Top Rock Albums    | 19                |
| US Vinyl Albums       | 3                 |

## Formazione
- Stewart Bronaugh - basso, chitarra, effetti, pianoforte, organo, tastiere
- John Congleton - produttore, ingegnere del suono, missaggio, piano, organo, tastiere
- Joshua Jaeger - batterie, pianoforte, organo, tastiere
- Angel Olsen - autore testo, voce, chitarra